# Falconara Albanese
Falconara Albanese (på arberesjiska Falkunarë med böjningsformen Falkunara) är en arberesjbefolkad stad i provinsen Cosenza i regionen Kalabrien i Italien.
Falconara Albanese gränsar till kommunerna Cerisano, Fiumefreddo Bruzio, Marano Principato och San Lucido.